# Partido Socialista Revolucionário Somali
Partido Socialista Revolucionário Somali (somali:  Xisbiga Hantiwadaagga Kacaanka Soomaaliyeed, XHKS; em árabe: الحزب الاشتراكي الثوري الصومالي, al-Ḥizb al-ishtirākī al-thawrī al-ṣūmālī; em italiano:  Partito Socialista Rivoluzionario Somalo) foi o partido governante da República Democrática da Somália de 1976 a 1991.
O Partido Socialista Revolucionário Somali foi criado pelo regime militar de Siad Barre sob orientação soviética. Um congresso fundador foi realizado em junho de 1976. O congresso elegeu um Comitê Central, com Barre como secretário-geral do partido.
Quando o regime de Barre caiu em 1991, o partido desapareceu. No mesmo ano, a Frente Nacional Somali foi organizada por partidários de Barre.

## Ideologia e organização
O Partido Socialista Revolucionário Somali era em teoria um partido marxista-leninista, mas também incluía o ideário do socialismo islâmico, do socialismo científico, do nacionalismo somali e do pan-somalismo. 
A partido deveria funcionar como uma força política que transcendesse as linhas de clãs, mas na realidade houve pouca mudança na prática política. O poder ficaria concentrado em três clãs. 